# 福尔塞
福尔塞（法語：Forcé，法語發音：[fɔʁse] ⓘ）是法国马耶讷省的一个市镇，属于拉瓦勒区。

## 地理
福尔塞（48°2'0"N, 0°41'59"W）面积4.94 平方千米，位于法国卢瓦尔河地区大区马耶讷省，该省份为法国西北部内陆省份，北起芒什省和奧恩省，西接伊勒-维莱讷省，南至曼恩-卢瓦尔省，东临萨尔特省。
与福尔塞接壤的市镇（或旧市镇、城区）包括：邦尚莱拉瓦勒、昂特拉姆、帕尔内叙罗克。
福尔塞的时区为UTC+01:00、UTC+02:00（夏令时）。

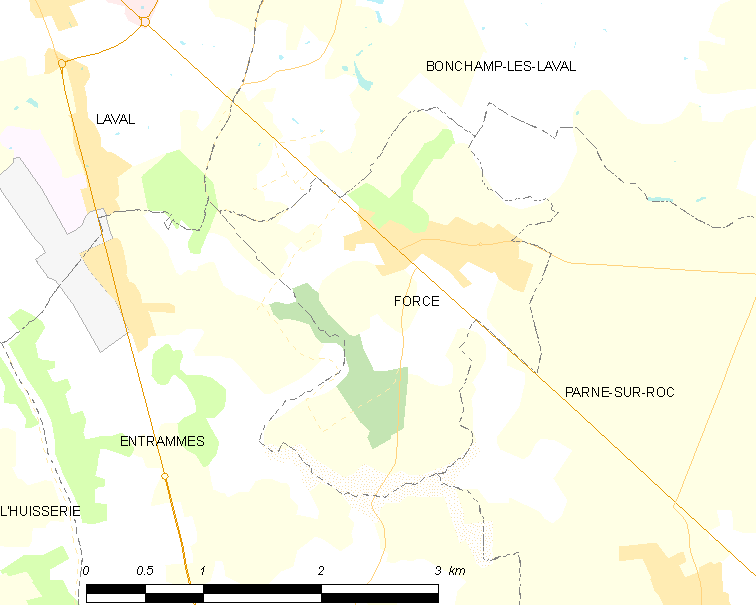
福尔塞的OSM定位图

## 行政
福尔塞的邮政编码为53260，INSEE市镇编码为53099。

## 政治
福尔塞所属的省级选区为吕斯里县。

## 人口

1962-2008年间福尔塞人口变化图示

福尔塞于2022年1月1日时的人口数量为1096人。